# زنبق دوسره
زنبق دوسره (نام علمی: Iris bicapitata) نام یک گونه از سرده زنبق است.